# 大腸菌群

Escherichia coli

大腸菌群（だいちょうきんぐん、coliform bacteria）とはグラム陰性無芽胞性の短桿菌であり、乳糖を分解して酸とガスを産生する好気性または通性嫌気性の細菌群。細菌分類学上の大腸菌を必ずしも示すわけではなく、衛生学的に糞便汚染の指標とされてきた一群の菌の総称である。大腸菌群の検査にはデソキシコーレート培地、LB培地（乳糖ブイヨン培地）、BGLB培地等が用いられ、食品によって使用培地が定められている。また、乳糖を分解する酵素としてβ-ガラクトシダーゼを産生するので、発色酵素を用いてβ-ガラクトシダーゼを検出することで大腸菌群を迅速に判別する酵素基質培地も利用されている。
しかしながら、大腸菌群にはEscherichia coliだけでなく腸内細菌科のCitrobacter、Klebsiella、Enterobacter、Proteusなど多くの菌種が含まれており、また非腸内細菌科のAeromonasも該当してしまうなど大腸菌群に含まれる菌の中には自然環境に存在するものもあって、食品によっては大腸菌群の存在が必ずしも糞便汚染を示唆するわけではない。
ゆえに、生食用カキのように自然環境からの汚染が避けられず、しかも加熱せず喫食するものについては糞便系大腸菌群（en:Fecal coliforms 食品衛生法上の名称ではE. coli（斜体ではない））が指標とされる場合もある（食品衛生法では生食用カキの成分規格において100gあたりのE.coli最確数が230以下）。糞便系大腸菌群と他の大腸菌群との鑑別にはECテストにおける44.5℃での発育能が用いられるが、さらにICMSF:1978による大腸菌群の分類に従ってE.coli（大腸菌）のI型やII型、Enterobacterといった区分を判別するにはIMViC試験、ゼラチン液化性試験が用いられる。また、糞便系大腸菌群は上水や下水の微生物的な水質の検査項目において「糞便性大腸菌群」の名称で採用されており、ここでは他の大腸菌群との鑑別にM-FC培地も有効とされる。
乳牛における大腸菌群感染は乾乳期末期に生じ、分娩時や分娩後に急性の大腸菌性乳房炎を引き起こす。